# Bevergem
Bevergem is een Vlaamse televisieserie, geregisseerd door Gilles Coulier. De serie gaat over Freddy De Vadder die verblijft in het fictieve West-Vlaamse dorp Bevergem.
Bevergem is een productie van Gilles De Schryver voor productiehuis De Wereldvrede. De opnames vonden hoofdzakelijk plaats in de centrale van Zwevegem en op en rond het dorpsplein van Kooigem. De serie bestaat uit 9 afleveringen waarvan 8 afleveringen de feitelijke serie vormen en één aflevering een parodie is op de 'making of'.

## Verhaal
Freddy De Vadder komt wonen in een loft boven de kringwinkel in het dorpje Bevergem. De mensen van aldaar blijken even bizar en excentriek te zijn als Freddy. Hij wordt snel in de gemeenschap aanvaard en de mensen houden ervan om bij hem in de loft langs te komen. Elkeen met zijn verhaal en zijn problemen. Hoewel Freddy De Vadder soms de rol van de alwetende verteller op zich neemt en inzicht pretendeert te hebben in wat de mensen drijft en bedreigt, houdt hij zich in het verhaal eerder gedeisd. Om hem heen blijken steeds meer van de 'schone façades' die de mensen overeind proberen te houden, hun lelijke achterkant te tonen: het gesjoemel van de OCMW-voorzitter dreigt beetje bij beetje aan het licht te komen, de huwelijken van Martine en Amar respectievelijk van Claude en Claudine hangen aan een zijden draadje, de nieuwe kringloopbazin botst tegen muren van onbegrip. En wat schuilt er achter de Bende van de Roste die de dorpsgemeenschap op net niet criminele wijze lijkt te bedreigen en zich over de weinig assertieve winkelier Kurt 'ontfermt'? En achter 'Service Invest' over het geld waarvan Claude en Amar ruzie maken? Ten slotte: hoe zit het met Freddy De Vadder zelf, die stoere wijsheden debiteert, maar een en ander op zijn kerfstok blijkt te hebben dat slechts mondjesmaat aan het daglicht komt? Beetje bij beetje worden die verhaallijnen uitgewerkt. Het komische haalt het vooralsnog van het tragische, maar de sfeer wordt grimmiger.

## Rolverdeling
De bijna volledig West-Vlaamse cast bevat volgende personen:
- Bart Vanneste – Freddy De Vadder
- Piet De Praitere – Claude Delvoye (OCMW-voorzitter, echtgenoot van Claudine en kozijn van Wim Delvoye)
- Isabelle Van Hecke – Claudine (echtgenote van Claude en zus van Martine)
- Wim Willaert – Danny Vandenberghe (voormalig hoofd van de dienst verlichtingspalen langs de autosnelwegen; echtgenoot van Anja en kozijn van Claude)
- Maaike Cafmeyer – Anja (voormalig gerante kringwinkel en echtgenote van Danny)
- Zouzou Ben Chikha – Amar Arfaoui (Belg van Noord-Afrikaanse afkomst, eigenaar van Garage Amar en echtgenoot van Martine)
- Ann Tuts – Martine (vrijwilligster kringwinkel, echtgenote van Amar en zus van Claudine)
- Wannes Cappelle – Johan Minnebo "Wantje" (politieagent)
- Dries Heyneman – Kurt Bury (eigenaar trofeeën- en krantenwinkel)
- Ilse de Koe – Hilde Verbanck (sociaal-assistente en nieuwe gerante kringwinkel; heeft relatie met Elise)
- Anemone Valcke – Elise (uit Gent; heeft relatie met Hilde)
- Han Coucke – Laurent "Lorenzo Di Marco" Van Marcke (personeel kringwinkel)
- Sebastien Dewaele – Kenny "Dikken" (personeel kringwinkel)
- Luc Dufourmont – Roste Luc (bendelid)
- Gunter Lamoot – Roste Stefaan (bendelid)
- David Galle – Roste Thierry (bendelid)
- Dirk Van Dijck – (burgemeester)
- Imani De Caestecker - Iowena (nicht Freddy De Vadder)
- Wouter Bruneel – (journalist van de Weekbode)

## Afleveringen
| Nr. | Titel           | Regisseur                       | Schrijver(s)                                                     | Datum eerste uitzending |
| --- | --------------- | ------------------------------- | ---------------------------------------------------------------- | ----------------------- |
| 1 | Loft met Hof    | Gilles Coulier                  | Dries Heyneman, Bart Vanneste, Wannes Cappelle en Gilles Coulier | 30 september 2015       |
| Stand-upcomedian Freddy De Vadder zoekt een plek waar hij zich tijdelijk kan terugtrekken in de anonimiteit. Hij belandt in het onooglijke West-Vlaamse dorpje Bevergem, waar de corrupte OCMW-voorzitter Claude Delvoye een loft verhuurt.                                                                                                 |                 |                                 |                                                                  |                         |
| 2 | Parmahespe      | Gilles Coulier                  | Dries Heyneman, Bart Vanneste, Wannes Cappelle en Gilles Coulier | 7 oktober 2015          |
| De Bevergemnaars hangen graag rond op Freddy's loft, maar Claude schrikt wanneer hij verneemt hoe Freddy de luxueuze inrichting betaalt. Kenny en Lorenzo maken zich dan weer zorgen nu sociaal assistente Hilde lottowinnares Anja komt vervangen als gerante van het kringloopcentrum.                                                    |                 |                                 |                                                                  |                         |
| 3 | Harajamar       | Gilles Coulier                  | Dries Heyneman, Bart Vanneste, Wannes Cappelle en Gilles Coulier | 14 oktober 2015         |
| De vernieuwingsdrang van Hilde valt niet bepaald in goede aarde. Danny kan maar moeilijk wennen aan zijn leven als miljonair. Amar heeft een rekening te vereffenen met Claude. |                 |                                 |                                                                  |                         |
| 4 | Vierwerk        | Gilles Coulier                  | Dries Heyneman, Bart Vanneste, Wannes Cappelle en Gilles Coulier | 21 oktober 2015         |
| Martine is eindelijk in verwachting, maar Amar reageert minder enthousiast dan ze had verwacht. Anja organiseert een groots opgezette housewarmingparty, maar die draait niet uit zoals ze had gehoopt. Intussen is Kurt eregast op een feestje bij de Bende van de Roste.                                                                  |                 |                                 |                                                                  |                         |
| 5 | Vaderkesdag     | Gilles Coulier                  | Dries Heyneman, Bart Vanneste, Wannes Cappelle en Gilles Coulier | 28 oktober 2015         |
| De Bevergemnaars reageren sceptisch op het nieuws dat Hilde subsidies heeft kunnen losweken voor de Zeugefeesten. Maar wanneer Hilde de waarheid achter Service Invest ontdekt, kan ze misschien toch haar slag thuishalen. |                 |                                 |                                                                  |                         |
| 6 | Ufoots          | Gilles Coulier                  | Dries Heyneman, Bart Vanneste, Wannes Cappelle en Gilles Coulier | 4 november 2015         |
| Op de persconferentie over de Zeugefeesten blijkt dat Hilde de touwtjes in handen heeft. Maar Claude tovert nog een varken uit zijn hoed. Freddy wordt herkend door een journalist en dat kan hij niet zomaar laten gebeuren. Kurt waagt zijn kans bij Hilde.                                                                               |                 |                                 |                                                                  |                         |
| 7 | De Beireslikker | Gilles Coulier                  | Dries Heyneman, Bart Vanneste, Wannes Cappelle en Gilles Coulier | 11 november 2015        |
| Op de eerste dag van de Zeugefeesten wordt een verrassende nieuwe Beir van Bevergem gekroond en wordt de vetgemeste zeug van Kenny verorberd. Beide gebeurtenissen krijgen een verrassende afloop. Claude heeft zich weer eens in nesten gewerkt, maar bedenkt een vluchtplan dat zijn vrouw bijzonder gelukkig maakt.                      |                 |                                 |                                                                  |                         |
| 8 | Wereld Erfgoed  | Gilles Coulier                  | Dries Heyneman, Bart Vanneste, Wannes Cappelle en Gilles Coulier | 18 november 2015        |
| Lorenzo heeft een wel erg pijnlijk filmpje over de Zeugefeesten op YouTube gezet, maar de negatieve aandacht draait uiteindelijk uit op een gigantisch succes. Freddy beseft daardoor dat zijn tijd in Bevergem erop zit. |                 |                                 |                                                                  |                         |
| 9 | Blinde vlekken  | Joost Laperre en Gilles Coulier | Dries Heyneman, Bart Vanneste, Wannes Cappelle en Gilles Coulier | 25 november 2015        |
| Special rond deze achtdelige fictiereeks met makers en acteurs. Freddy De Vadder en zijn kompanen geven aan de hand van wel erg openhartige interviews een prettig gestoorde inkijk in het niet zo evidente creatieproces van Bevergem. Een documentaire waarin openlijk gepraat wordt over onder meer gedeukte artistieke ego's en nurfen. |                 |                                 |                                                                  |                         |

## Kijkcijfers
| Aflevering | Kijkers |
| ---------- | ------- |
| 1          | 798.167 |
| 2          | 749.017 |
| 3          | 779.429 |
| 4          | 687.324 |
| 5          | 633.219 |
| 6          | 555.789 |
| 7          | 688.703 |
| 8          | 689.340 |
| 9          | 580.911 |

## Trivia
- Het onbekende woord "nurfen" dat in de reeks werd gebruikt, schopte tot het meest gegooglede woord van 2015. En dit gebeurde slechts in de laatste twee maanden van 2015.[1]
- In 2016 ontving het programma de De HA! van Humo 2015.[2]